# Nineta gevnensis
Nineta gevnensis là một loài côn trùng trong họ Chrysopidae thuộc bộ Neuroptera. Loài này được Canbulat & Kiyak miêu tả năm 2003.